# Bleggio Superiore
Bleggio Superiore és un municipi italià, dins de la província de Trento. L'any 2007 tenia 1.528 habitants. Limita amb els municipis de Bleggio Inferiore, Bolbeno, Concei, Fiavè, Tione di Trento i Zuclo.

## Administració
| Període | Identitat       | Partit        |
| ------- | --------------- | ------------- |
| 2005-   | Attilio Caldera | Llista cívica |